# Pam és Tommy
A Pam és Tommy (eredeti cím: Pam & Tommy) 2022-es amerikai életrajzi drámasorozat, amelyet Robert Siegel készített, Amanda Chicago Lewis "Pam és Tommy: A világ leghírhedtebb szexvideójának elmondhatatlan története" cikke alapján. A főszerepekben Lily James, Sebastian Stan, Nick Offerman, Seth Rogen és Taylor Schilling láthatók.
A sorozatot 2022. február 2-án mutatták be Amerikai Egyesült Államokban a Hulun. Magyarországon a Disney+ mutatta be 2022. június 14-én.

## Ismertető
Pamela Anderson és Tommy Lee viharos három évig tartó házasságát mutatja be, különös hangsúlyt fektetve annak a hírhedt szexvideó ellopására és illegális terjesztésére, amelyet a pár a nászútja során rögzített.

## Szereplők

### Főszereplők
| Szereplő        | Színész          | Magyar hang      |
| --------------- | ---------------- | ---------------- |
| Pamela Anderson | Lily James       | Mórocz Adrienn   |
| Tommy Lee       | Sebastian Stan   | Fehér Tibor      |
| Miltie          | Nick Offerman    | Schneider Zoltán |
| Rand Gauthier   | Seth Rogen       | Fesztbaum Béla   |
| Erica Gauthier  | Taylor Schilling | N/A              |

### Mellékszereplők
| Szereplő | Színész     | Magyar hang |
| -------- | ----------- | ----------- |
| Melanie  | Pepi Sonuga | Gáspár Kata |
| Jay Leno | Adam Ray    | Hajdu Steve |

- Magyar szöveg: Boros Karina
- Hangmérnök: Salgai Róbert
- Vágó: Kránitz Bence
- Gyártásvezető: Kablay Luca
- Szinkronrendező: Molnár Ilona
- Produkciós vezető: Máhr Rita

A szinkront az SDI Media Hungary készítette.

## Epizódok
| Sor. | Év. | Cím                                | Rendező               | Író                               | Premier                            |
| ---- | --- | ---------------------------------- | --------------------- | --------------------------------- | ---------------------------------- |
| 1.   | 1.  | Drilling and Pounding              | Craig Gillespie       | Robert Siegel                     | 2022. február 2. 2022. június 14.  |
| 2.   | 2.  | I Love You, Tommy                  | Craig Gillespie       | Robert Siegel                     | 2022. február 2. 2022. június 14.  |
| 3.   | 3.  | Jane Fonda                         | Craig Gillespie       | D.V. DeVincentis                  | 2022. február 2. 2022. június 14.  |
| 4.   | 4.  | The Master Beta                    | Lake Bell             | Matthew Bass és Theodore Bressman | 2022. február 9. 2022. június 14.  |
| 5.   | 5.  | Uncle Jim and Aunt Susie In Duluth | Gwyneth Horder-Payton | Brooke Baker és D.V. DeVincentis  | 2022. február 16. 2022. június 14. |
| 6.   | 6.  | Pamela in Wonderland               | Hannah Fidell         | Sarah Gubbins                     | 2022. február 23. 2022. június 14. |
| 7.   | 7.  | Destroyer of Worlds                | Lake Bell             | D.V. DeVincentis                  | 2022. március 2. 2022. június 14.  |
| 8.   | 8.  | Seattle                            | Gwyneth Horder-Payton | Robert Siegel                     | 2022. március 9. 2022. június 14.  |

## A sorozat készítése
A sorozatot először 2018-ban jelentették be, Seth Rogen és Evan Goldberg produkciós cégük, a Point Gray Pictures fejleszti a projektet. Eredetileg James Franco játszotta volna el Tommy Lee karakterét. 2020 decemberére Franco kilépett a sorozatból, és bejelentették, hogy Hulu egy nyolc epizódból álló limitált sorozatot rendelt be. Craig Gillespie volt a rendező, Robert D. Siegel írta, Rogen és Goldberg pedig a minisorozat producerei voltak. Pamela Anderson állítólag egyáltalán nem akart részt venni a sorozatban, annak ellenére, hogy többször is megpróbálták bevonni. Lee szintén nem vett részt a sorozatban, de támogatta. A sorozat egy 2014-es Rolling Stone cikken alapul, amely leírja Anderson és Lee szexvideója ellopásának és kiadásának történetét. Siegel nehezen hitte el, hogy az események korábban nem szerepeltek filmben vagy sorozatban, és a producerek a cikk jogait választották a sorozat alapjául. A műsortársak, Siegel és DV DeVincentis megjegyezték, hogy a legtöbb "alap cselekmény üteme" ebből a cikkből származott, és az események "alapvető mechanikája" "nagyjából az volt, ami történt", a karakterek közötti beszélgetések dramatizáltak.

### Forgatás
A forgatása 2021. április 5-én kezdődött Los Angelesben, és 2021. július 30-án fejeződött be.